# 達齊·凡斯
查爾斯·亞瑟·「達齊」·凡斯（英語：Charles Arthur "Dazzy" Vance，1891年3月4日—1961年2月16日），為美國職棒大聯盟的投手。他也是國家聯盟至今唯一一位連續7年都拿下國聯三振王的投手，1955年入選名人堂。

## 職業生涯
1915年，凡斯於海盜隊完成初登板，不過他在該場比賽僅投2.2局失3分吞敗。隨後他被交易到洋基隊，他在洋基隊出賽8場比賽，結果拿下0勝3敗。
1916年，凡斯因為手傷進行手術而導致球季報銷。隔年他在小聯盟奮鬥一年後，他在1918年重返大聯盟。不過這年他僅出賽2場比賽，2.1局投球被敲出9支安打失5分，其中4分是自責分。經過了兩年的空白期後，他在1921年於小聯盟投出21勝11敗的成績。羅賓隊當時也看見了凡斯的潛力，於是從小聯盟買斷他的合約。而羅賓隊也同時買來了凡斯在小聯盟的投捕搭檔Hank DeBerry。
1922年，凡斯投出18勝12敗，防禦率3.70的成績，並以134次三振拿下三振王。1924年，凡斯投出了生涯年。他以單季28勝、262次三振與2.16的防禦率拿下投手三冠王，並且奪得國聯MVP。9月24日，凡斯面對小熊隊投出了完美一局(單局只投9顆球並送出3次三振)。而他的單季262次三振在那年還遠遠超過第二名柏雷·葛萊姆斯(135)和Dolf Luque(86)的數據總和。1925年9月13日，凡斯投出了他個人職業生涯的第一場無安打比賽。
1926年8月15日，凡斯發生一個經典的跑壘失誤。當時Chick Fewster和凡斯分別攻佔一二壘，Babe Herman敲出二壘安打，正常情況下所有人都會推進2個壘包。結果Herman衝過二壘後繼續往三壘衝，三壘指導教練趕緊叫Herman回壘。而凡斯誤以為三壘指導教練在叫他回壘，於是他衝回三壘，結果Fewster卡在二三壘之間，最後他也選擇往三壘推進。至於擊出安打的Herman也沒有聽到指令而停在三壘，造成三人在三壘的奇景。最後三壘手觸殺Fewster和Herman，只剩下凡斯在三壘。
1930年代起，凡斯的身手逐漸下滑。他在職業生涯後期待了不少球隊，像是紅雀、紅人，最後回到道奇。1934年9月12日，凡斯敲出職業生涯最後一支全壘打。當時他已經43歲又6個月，為敲出全壘打的投手中，年紀第二老的球員。
1935年球季結束後，凡斯宣布退休。他生涯一共拿下2次勝投王、3次防禦率王，並連續7年拿下三振王。而他生涯拿下197勝140敗，防禦率3.24。
而凡斯在退休前曾建議年輕人不要選擇走棒球這條路，他認為其他工作的薪資與穩定性都比當棒球員還要高。

## 晚年
退休後，凡斯回到家鄉以打獵和捕魚為生。1938年，他曾因為罹患肺炎而住院好幾個月。
1955年，凡斯入選名人堂。1961年，他因為心臟病去世，享年69歲。

## 紀念
1949年，美國詩人Ogden Nash在他的詩Line-Up for Yesterday裡提到了凡斯。

## 延伸閱讀
- Skipper, John. . McFarland. 2007  [January 2, 2015]. ISBN 078648179X. （原始内容存档于2020-06-04）.

## 外部連結
- 球員資訊和成績在MLB，ESPN，Baseball-Reference，Fangraphs（英文）
- 達齊·凡斯在台灣棒球維基館上的頁面（繁體中文）

| 奖项与成就                      | 奖项与成就                         | 奖项与成就           |
| ------------------------------- | ---------------------------------- | -------------------- |
| 前任： 格羅佛·克里夫蘭·亞歷山大 | 國聯三冠王 1924年                  | 繼任： Bucky Walters |
| 前任： 傑西·海恩斯              | 投出無安打比賽的投手 1925年9月13日 | 繼任： 泰德·萊恩斯   |